# Joe Sacco
Joe Sacco, född 2 oktober 1960 på Malta, är en maltesisk-amerikansk serieskapare och journalist. Han slog igenom internationellt 1996 med Palestine, en serie baserad på hans egna upplevelser på Västbanken och Gazaremsan i början av 1990-talet. Han har sedan dess fortsatt producera journalistiska serier, till exempel Safe Area Goražde, om Bosnienkriget, som vann Eisnerpriset 2001.

### Serietidningar
- 1988–1992 - Yahoo nr 1-6 (senare samlade i Notes from a Defeatist, 2003)
- 1993–1995 - Palestine nr 1-9 (senare samlade i Palestine, 1996)

### Album
- 1996 - Palestine (sv. Palestina - Ockuperad nation: rapporter från Gaza och Västbanken, 2011)
- 2000 - Safe Area Goražde: The War in Eastern Bosnia 1992–1995 (sv. Gorazde - rapport från en FN-skyddszon under kriget i Bosnien 1992-95, 2011)
- 2003 - The Fixer: A Story from Sarajevo (sv. Fixaren, 2009)
- 2003 - Notes from a Defeatist
- 2005 - War's End: Profiles from Bosnia 1995–96
- 2006 - But I Like It
- 2009 - Footnotes in Gaza (sv. Gaza - fotnoter till ett krig, 2011)